# Suriya Juangroongruangkit
Suriya Juangroongruangkit (thaï : สุริยะ จึงรุ่งเรืองกิจ) est un homme politique thaïlandais né le 10 décembre 1954 à Bangkok.

## Biographie
Suriya Juangroongruangkit entre dans la vie politique en 1998, lorsqu'il est nommé vice-ministre de l'Industrie au sein du second gouvernement de Chuan Likphai. Il est alors, à ce moment-là, depuis 1976, membre du Parti de l'Action sociale. 
En 1999, il rejoint le Thai Rak Thai (TRT), fondé par Thaksin Shinawatra. À la suite de son élection comme membre de la Chambre des représentants sur liste en 2001, il abandonne cependant pour retourner à un poste ministériel : celui de ministre de l'Industrie au sein du premier gouvernement Thaksin Shinawatra. En 2002, en devenant par la même occasion secrétaire général du TRT, il est nommé ministre des Transports, fonction qu'il conserve jusqu'en 2005, où il est réélu membre de la Chambre des représentants. De nouveau, il décide de ne pas siéger à la chambre basse et de rester au gouvernement, en occupant de nouveau le ministère de l'Industrie tout en étant vice-Premier ministre, au sein du second gouvernement Thaksin Shinawatra. En 2006, il est destitué de ses fonctions à la suite du coup d'État en septembre et est déclaré inéligible à la politique pour 5 ans en 2007 à la suite de la dissolution du TRT.
Même s'il ne peut occupe aucune fonction politique pendant ces cinq ans, il rejoint le Parti de la fierté thaïe en 2009. Il se tourne ensuite vers le Pheu Thai (PT), successeur de facto du TRT et du Palang Prachachon en 2013, avant de rejoindre le Palang Pracharat (PPRP), parti soutenant la junte militaire en place, en 2018.
En étant membre du parti, il est de nouveau élu membre de la Chambre des représentants sur liste de parti lors des élections de 2019. Reconduit comme Premier ministre, Prayut Chan-o-cha le nomme de nouveau ministre de l'Industrie au sein de son second gouvernement. Il démissionne cependant de son poste en mars 2023 pour rejoindre de nouveau le PT.
Lors des élections de 2023, il est réélu pour une quatrième fois membre à la Chambre des représentants, mais renonce à son poste de député. Il est ensuite nommé de nouveau ministre des Transports au sein du gouvernement de Srettha Thavisin,. En 2024, en étant reconduit dans le gouvernement de Paethongtarn Shinawatra, il retrouve sa fonction de vice-Premier ministre.
Le 1er juillet 2025, il est nommé Premier ministre par intérim de Thaïlande après la suspension par la Cour constitutionnelle de l'ancienne Première ministre, Paethongtarn Shinawatra,.